# Kid Kool
Kid Kool and the Quest for the Seven Wonder Herbs, в Японии известная как Kakefu Kun no Jump Tengoku: Speed Jigoku (яп. カケフくんのジャンプ天国 スピード地獄 Какэфу Кун но Дзямпу Тэнгоку: Супи:до Дзигоку) — двухмерный платформер на приставку NES/Famicom. Разработана в 1988 году фирмой Vic Tokay.

## Сюжет
Вы некий мальчик по имени Kool, которого позвал за помощью тяжело заболевший король страны. Единственный способ его вылечить - это достать для него 7 целебных растений.

## Геймплей
Кул умеет очень быстро бегать, высоко прыгать. Но враги могут его убить с одного касания. Чтобы победить врагов, нужно 2 раза прыгнуть на них. Если достаточно разогнаться, можно три раза пройтись по воде, как камень-«лягушка». Уровни выполнены не только в горизонтальном, но и в вертикальном скроллинге.

## Предметы
Все предметы спрятаны в кустах, чтобы их достать нужно пробежаться на скорости мимо них.
- Wicky — пушистый зверёк, которого Кул носит с собой и использует в качестве оружия — он метает его во врагов и они мгновенно умирают. При этом, держа в руках Wicky, персонаж может выжить при касании с врагом, но при этом теряет своего зверька.
- Time UP — дополняет время игры.
- Time Down — отнимает время игры.
- Time STOP — останавливает время игры на несколько секунд.
- Potion — даёт временную неуязвимость.
- Woodoo Doll — деревянный человечек, очищает экран от врагов.
- Shadow 1UP — дополнительная жизнь.

В игре также есть скрытый предмет (денежный мешок), который даёт вам 1 попытку в бонусном этапе.
Самый редкий скрытый предмет — золотой кубок, его можно найти на уровне 5-3, в самом конце, на последней вертикальной пружине. Он сбрасывает время игры на 0:00:00.

## Враги
Есть 2 основных видов врага которые отличаются цветом. Красного цвета враги падают в пропасть, а Желтые/Зелёные перед пропастью разворачиваются.

## Боссы
Боссы в игре встречаются каждый 3-й акт уровня, их всего 3 вида. Чтобы их победить, нужно прыгать на пружину. В последующих уровнях эта пружина при нажатии будет двигаться, чтобы усложнить вам игру.
- Giant Wicky - Тот самый зверёк, который вы держите в руках. Он больше, чем сам персонаж, его движение это 2 раза прыжок и остановка. Не очень сложный враг. Встречается 1,4,6-х уровнях.
- Robot - Робот, ходит за вами и подпрыгивает. Чтобы его победить, нужно прыгать на него самого, т. к. пружина это его шея. Встречается на 2 и 7 уровне.
- Dino - Динозавр, ходит и подпрыгивает в длину, отходя назад. Встречается 3 и 5 уровнях.

## Концовки
В игре есть 4 различных концовок.
- Плохая: Если игрок пройдёт игру больше, чем за 3:01:00. Персонаж приходит, но не успевает. Король скончался.
- Средняя: Пройти игру за 2:01:00-2:59:00. Персонаж получит мешок денег в качестве вознаграждения.
- Хорошая: Пройти игру за 1:01:00-2:00:00. Персонаж также получит сундук с бриллиантами и руку принцессы. Персонажа назначат на высший пост.
- Превосходная: Игроку нужно закончить игру меньше чем за 0:59:59. Персонаж получит сундук с бриллиантами и руку принцессы, а также, в будущем, сможет стать Королём.

## Интересные факты
- В игре использовался инновационный, по тем временам, скроллинг (камера на уровне двигается не только вправо, но и вверх и вниз), а также имеется смена дня и ночи, в зависимости от времени.
- Движок игры напоминает Sonic Engine.
- В игре есть устройство как  : «Вертикальные пружины» если прыгнуть на них вертикально сверху, то вы получите 8 жизней и очень высоко подпрыгните.
- Если у вас есть Wicky, а вы его бросили и коснулись врага, то вы умрёте.
- Среди игроков бытует мнение, что данная игра — это клон «Марио». На самом деле, игра не имеет ничего общего с «Марио» - у неё свой сюжет и особенности, а в чём-то она даже превосходит "Марио".
- На Sega Master System есть игра под названием Psycho Fox, как и Kid Kool разработанная компанией Vic Tokai. Она очень похожа на данную игру, но имеет другой сюжет и управление. На Sega Mega Drive / Genesis имеется своя игра, под названием «Decap Attack», разработанная всё той же Vic Tokai.